# Tryplet (obiektyw)
Tryplet – rodzaj obiektywu w postaci złożonej z trzech grup soczewek, dwóch skupiających i umieszczonej między nimi rozpraszającej.

## Właściwości i rodzaje
Wszystkie tryplety są anastygmatami, bardziej złożone z nich korygują również w znacznym stopniu inne aberracje optyczne.

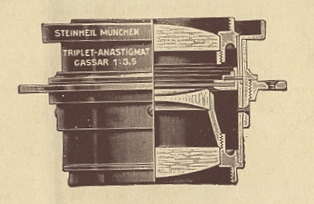
Budowa prostego trypletu (Cassar Steinheila).

### Tryplet trójsoczewkowy
To najprostsza wersja trypletu, składająca się z trzech pojedynczych soczewek. Wynaleziona pod koniec XIX wieku była bardzo powszechnie stosowana w najprostszych popularnych aparatach fotograficznych, zarówno kliszowych, średniego formatu na błonę zwojową, jak i małoobrazkowych przez cały wiek XX. Taką konstrukcję posiadały również polskie obiektywy  Emitar i Euktar stosowane w lustrzankach dwuobiektywowych Start oraz obiektyw T produkcji ZSRR stosowany w popularnych aparatach Smiena i Lubitiel.

### Tryplet czterosoczewkowy
Posiada w jednej z grup dwie klejone soczewki. Charakteryzowały się one bardzo dobrą jakością obrazu przy umiarkowanej jasności i stosunkowo prostej konstrukcji. Implikowało to stosunkowo niewielkie wymiary, ciężar i cenę. Do tej grupy należały zwykle niedrogie obiektywy standardowe do aparatów małoobrazkowych średniej klasy.
Istnieją trzy możliwości umiejscowienia klejonych soczewek:
1. Klejone soczewki zawiera grupa tylna (od strony obrazu, czyli montażu w korpusie aparatu). To najliczniejsza grupa obiektywów należąca do trypletów czterosoczewkowych. Pierwszym był Tessar Zeissa i od niego nazywa się ją „obiektywami typu Tessara”. Były to bardzo powszechnie stosowane, uniwersalne obiektywy.
2. Klejone soczewki zawiera grupa przednia (od strony obiektu, czyli montażu nasadek); są one dużo rzadsze, przykładem może być Culminar Steinheila.
3. Klejone soczewki zawiera grupa środkowa; rzadko spotykane.

### Tryplety wielosoczewkowe

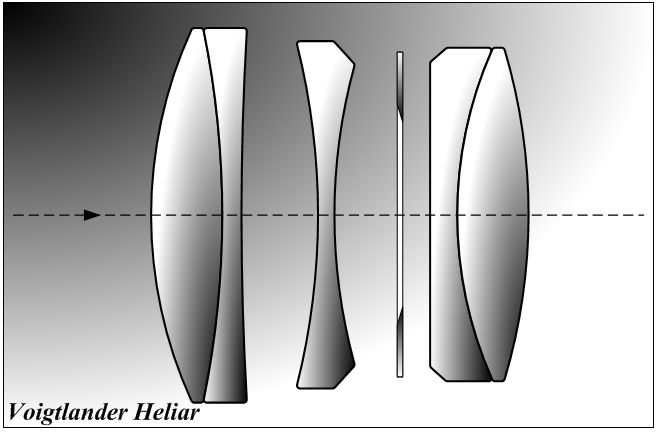
Budowa obiektywu Heliar Voigtlandera (tryplet pięciosoczewkowy)

Bardziej złożone tryplety liczą od pięciu do siedmiu soczewek. Były budowane zarówno jako obiektywy szerokokątne, jak i wąskokątne, jak i standardowe.
Pierwszym trypletem, w którym zarówno pierwszy, jak i ostatni człon był klejony z dwóch soczewek był Heliar Voigtlandera, opracowany przez Hansa Hartinga w 1900 r. Konstrukcja ta była stosowana i rozwijana przez wiele lat. Do tej grupy trypletów należą między innymi liczne obiektywy spośród Ektarów Kodaka, których produkcję rozpoczęto na początku lat 40. XX w. Goerz w 1925 r. zbudował pięciosoczewkowy tryplet, którego pierwszy człon składał się z trzech soczewek, pozostałe zaś były pojedyncze.
Wiele z obiektywów tego typu osiąga bardzo wysoką jakość obrazu (i jednocześnie cenę). Charakteryzują się zwykle dużą jasnością (do f/1,4 przy liczbie soczewek sięgającej siedmiu). Do bardziej znanych trypletów wielosoczewkowych należą Hektor Leitza, Sonnar Zeissa, Primoplan Meyera, niektóre radzieckie Jupitery oraz liczne obiektywy japońskie.